# Monachopsis
|  | Denne artikel er oprettet af botten Steenthbot ud fra en ekstern database. Den kan derfor have sproglige fejl eller mangler. Denne skabelon kan fjernes efter kontrol af indholdet. |

Monachopsis er en dansk børnefilm fra 2019 instrueret af Kim Aleksander Strandli.

## Handling
Livet står stille, og hver dag føles som den samme. Men livet forsøger at bryde ud af det monotone mønster.